# Rape Me
Singles de Nirvana
All Apologies
(1993) Pennyroyal Tea
(1994)
Pistes de In Utero
Heart-Shaped Box
(3) Frances Farmer Will Have Her Revenge on Seattle
(5)
Rape Me est une chanson du groupe de rock/grunge américain Nirvana.  C'est la quatrième chanson figurant sur l'album In Utero sorti en 1993, et le deuxième single issu de ce dernier.

## Histoire
Le chanteur guitariste Kurt Cobain écrivit la chanson dans son appartement à Los Angeles en Californie, en mai 1991, période pendant laquelle le deuxième album du groupe, Nevermind, était en plein mixage. La chanson fut jouée en concert pour la première fois le 18 juin, au Catalyst à Santa Cruz en Californie, puis continua d'être jouée plusieurs fois pendant les deux années qui suivirent.
Ces premières versions de Rape Me en concert présentaient un son discordant, avec un solo semi-improvisé au milieu de la chanson après le deuxième couplet, qui fut remplacé par un pont pour la version finale de la chanson, enregistrée en studio.
La chanson fut enregistrée pour la première fois en octobre 1992 à Seattle. À l'époque, un mois auparavant, le groupe voulait jouer Rape Me (avec Tourette's intitulée alors New Pooppy)  aux MTV Video Music Awards de 1992 à Los Angeles, mais les responsables de l'émission voulaient que le groupe joue Smells Like Teen Spirit à la place. Le groupe joua finalement Lithium, leur dernier single en date ; mais pas avant d'avoir pris soin d'irriter les responsables en commençant à jouer les premières notes de Rape Me, et de les faire paniquer et les faire se demander s'il ne fallait pas couper le direct.
Rape Me fut finalement enregistrée par Steve Albini en février 1993 pour In Utero, et sortit sur un album single aux côtés de All Apologies, en tant que deuxième single tiré d'In Utero, vers la fin 1993. 
La chanson peut être parfois vue comme une suite ou une « sœur » de la chanson Polly présente dans l'album Nevermind, dans laquelle le narrateur se trouve être un violeur.
Le magazine Kerrang! la classe en 1999 à la 90e place des 100 plus grandes chansons de rock. En 2004, le magazine New Musical Express la classe en 10e position dans sa liste des 20 meilleures chansons de Nirvana. En 2014, Slant Magazine la classe en 14e position de sa liste des 15 meilleures chansons de Nirvana, évoquant un « exposé sans concession sur les agressions sexuelles doublé d'une raillerie envers les médias ».

## Controverse
La chanson Rape Me, qui signifie littéralement « Viole-moi » suscita la colère de beaucoup de féministes lors de sa sortie fin 1993, bien que Cobain déclarait dans les interviews que la chanson était « anti-viol ». Il expliqua que la chanson reflétait le cycle du violeur qui va en prison pour son crime commis, où il se fait violer à son tour. « À la base, j'ai essayé d'écrire une chanson qui soutenait les femmes et qui traitait du thème du viol » expliquait Cobain dans le magazine Rolling Stone lors d'une interview.
On a dit que la chanson avait été utilisée pour aider la fondation RAINN, créée pour soutenir les victimes de viol. Cependant, Tori Amos, la fondatrice de cette organisation a démenti, en disant que les victimes de viol ne pouvaient se réjouir avec de tels propos écrits dans la chanson.
La chanson fut également censurée et rebaptisée Waif Me (qui peut se traduire par « Fais-moi clodo »), pour les magasins Wal-mart et Kmart qui vendaient In Utero, un titre comique choisi par Cobain lui-même (il avait au départ choisi le titre Sexually Assault Me, littéralement « Agresse-moi sexuellement », mais ce dernier se trouvait être trop long). 
Rape Me est souvent vue par les observateurs, qu'ils soient fans ou journalistes, comme une réponse personnelle du groupe et plus particulièrement de Cobain aux critiques, ou encore un commentaire cynique sur sa célébrité ou ses problèmes personnels.
En effet l'image du groupe était sulfureuse lors de la sortie d'In Utero, et le couple Cobain/Love avait des problèmes de drogue et de justice, notamment à propos de la garde de leur fille Frances Bean Cobain. Cependant, Rape Me ayant été écrite avant même le succès de Nevermind qui propulsa Nirvana au rang des célébrités, la chanson ne peut donc pas être un commentaire ou une réflexion directe sur sa célébrité. Malgré tout, le dernier couplet, écrit plus tard, dénonce les journalistes qui « ont violé sa vie ». 

### Clip vidéo annulé
Un clip vidéo pour la chanson était envisagé mais n'a jamais été réalisé, en partie parce que le groupe pensait que MTV ne voudrait pas le diffuser. Le clip devait être en noir et blanc, et se dérouler en prison, avec notamment des détenus derrière les barreaux. Paradoxalement, des années après la mort de Kurt Cobain, MTV commença à diffuser une version de la chanson enregistrée en direct à Saturday Night Live.

## Autres versions
Deux versions de Rape Me figurent sur le coffret With the Lights Out de 2004, une version acoustique en solo enregistrée chez Cobain, et une version démo enregistrée en studio en 1992. Les deux versions apparaissent également sur Sliver: The Best of the Box de 2005.
On peut entendre la fille de Cobain pleurer dans le fond au début et à certains moments dans la version studio 1992. Elle était en fait sur les genoux de son père lors de l'enregistrement des vocales.
Rape Me figure également sur le best of de Nirvana, Nirvana sorti en 2002.
En 1996, Les Bidochons parodient le titre en Crêperie.
En janvier 2008, la chanson Rape Me fut parodiée dans un épisode des Simpsons en Shave Me (littéralement « Rase-moi »), puis par Weird Al Yankovic en Brain Freeze (« Gel de cerveau »).